# Kaïkhosro II de Gourie
Kaïkhosro II de Gourie (Kaikhosro II Gurieli ; géorgien : ქაიხოსრო II გურიელი), de la maison Gouriel, est prince de Gourie, dans l'ouest de la Géorgie, de 1685 à sa mort, en 1689. Il entre en conflit pour contrôle de la Gourie avec son oncle, Malkhaz/Malakia Gurieli, qui sera aveuglé. Kaikhosro est ensuite tué par le pacha ottoman Akhaltsikhe, qui cherche à établir son hégémonie régionale sur le sud du Caucase.
Kaikhosro est le fils ainé Georges III Gurieli et de Thamar Chijavadzé. Après la mort de Georges III lors de la bataille de Rokiti contre le roi Alexandre IV d'Iméréthie en 1684, Kaikhosro et ses frères se réfugient sous la protection de Yousouf II Jakéli, le pacha Ottoman d'Akhaltsikhe, pendant qu' Alexandre IV installe son oncle, Malakia, comme souverain de Gourie. L'année suivante, Kaikhosro revient avec des tropes que lui a fourni le pacha, il dépose Malakia, et le renvoie en exil à  Akhaltsikhe. Le pacha organise alors la réconciliation entre les deux Gouriel, mais Kaikhosro renie sa promesse de ne pas nuire à Malakia il capture et aveugle son oncle. Cet acte offense gravement le pacha qui envoie le bey de Şavşat en Gourie avec comme instruction secrète de tuer Kaikhosro. Après avoir reçu le dignitaire ottoman en Gourie, Kaikhosro prend la route pour une visite de courtoisie réciproque à son hôte. En chemin Kaikhosro II est capturé, tué et décapité. la Gourie est ensuite restituée à l'aveugle Malakia. Kaikhosro était fiancé à Elene, fille du prince Georges-Malakia Abashidzé ; le mariage ne fut jamais consommé et la jeune fille épousera plus tard le frère de  Kaikhosro Mamia,.